# Лугова (Гродненська область)
Лугова (минула назва — Паценки, біл. Лугавая) — село в складі Гродненського району Гродненської області, Білорусь. Село підпорядковане Індурській сільській раді, розташоване у західній частині області.